# Rubielos de Mora
Rubielos de Mora (aragónul Rubiuelos de Mora) település Spanyolországban, Teruel tartományban.  Lakosainak száma 615 fő (2024).

## Népesség
A település népessége az utóbbi években az alábbiak szerint változott:
| Lakosok száma | 625  | 652  | 752  | 780  | 755  | 687  | 626  | 621  | 624  | 615  |
|               | 2001 | 2004 | 2007 | 2009 | 2012 | 2014 | 2017 | 2019 | 2022 | 2024 |